# ديفيد هنت (لاعب كرة قدم)
ديفيد هنت (بالإنجليزية: David Hunt)‏ (5 مارس 1980 بدورهام، إنجلترا في المملكة المتحدة - ) هو لاعب كرة قدم بريطاني في مركز الدفاع. لعب مع دورهام سيتي ‏ ودارلينجتون إف سى.